# リノ・タホ国際空港
リノ・タホ国際空港（リノ・タホこくさいくうこう、英: Reno/Tahoe International Airport、IATA空港コード：RNO/ICAO空港コード：KRNO）はアメリカ合衆国ネバダ州リノ市にある国際空港である。利用者はリノ市都市圏だけでなく、ネバダ州西部からカリフォルニア州北東部にも及んでいる。タホ湖 (Lake Tahoe) のスキーリゾート地に一番近い空港である。

## 概要
1929年にボーイング社によって建設された。1953年にリノ市が購入し市営空港となった。敷地面積は587ha。旅客ターミナルにはネバダ州選出の元アメリカ合衆国上院議員「ハワード・キャノン」の名前が付けられている。搭乗口は23箇所である。
リノ・タホ国際空港はネバダ州の空港のなかでラスベガス市のマッカラン国際空港に次いで2番目に旅客が多い。

## 就航路線
| 航空会社                   | 就航地 |
| -------------------------- | --- |
| サウスウエスト航空         | ボイシ、シカゴ（ミッドウェー）、デンバー、ラスベガス、ロサンゼルス、オークランド、フェニックス、ポートランド、ソルトレイクシティ、サンディエゴ、サンノゼ、シアトル（タコマ） |
| アラスカ航空               | ロサンゼルス、シアトル（タコマ）、ポートランド |
| アレジアント航空           | ラスベガス |
| フロンティア航空           | デンバー |
| ジェットブルー航空         | ニューヨークJFK |
| アメリカン航空             | ダラス（フォートワース）、シカゴ（オヘア） |
| アメリカン・イーグル       | ロサンゼルス |
| デルタ航空                 | アトランタ [季節運航]、ミネアポリス [季節運航]、ソルトレイクシティ |
| デルタ・コネクション       | ソルトレイクシティ |
| ユナイテッド航空           | デンバー、サンフランシスコ |
| ユナイテッド・エキスプレス | デンバー、ロサンゼルス [季節運航]、サンフランシスコ |
| ボラリス                   | グアダラハラ |